# Улица Красина (Москва)
У́лица Кра́сина — улица в центре Москвы на Пресне между Большой Садовой улицей и Тишинской площадью.

## Происхождение названия
Эта улица за время своего существования сменила много имён. Изначально она называлась Староживодёрный переулок (на планах середины XIX века — Старая Живодёрка), ибо располагалась в одной из Живодёрных слобод, жители которых занимались убоем и разделкой скота. В 1891 году переулок был переименован во Владимиро-Долгоруковскую улицу, по имени московского генерал-губернатора (в 1865—1891 годах) князя Владимира Андреевича Долгорукова. В 1918 году улица была вновь переименована, теперь — в честь лидера австрийских социал-демократов Фридриха Адлера (убийцы министра-президента Австро-Венгрии К. Штюргка). После выхода из тюрьмы (вначале он был приговорен к смертной казни) Адлер активно выступал против коммунистической идеологии вообще и коммунистического режима в России в частности. Тем не менее улица Фридриха Адлера существовала в Москве до 1931 года, когда она была переименована в честь советского деятеля Леонида Борисовича Красина (1870—1926).

## Описание
Улица Красина начинается на Садовом кольце от Большой Садовой улицы, проходит на северо-запад, справа к ней примыкают улицы Гашека, Юлиуса Фучика и Васильевская улица, слева — Зоологическая улица и переулок Красина. Заканчивается на Тишинской площади, за которой продолжается как Грузинский переулок.

## Примечательные здания и сооружения
По нечётной стороне:
- № 3, строение 1 — промышленное здание карандашной фабрики имени Сакко и Ванцетти (1902, 1930, архитектор Н. Тихомиров)[1], затем — Российское отделение Международной ассоциации Зелёный крест; снесено в 2014 году. С 2018 г. по этому адресу находится головной офис горнодобывающей компании «Полюс»[2];
- № 9, корп. 1 — «Пельменная», известна тем, что в неё любил ходить поэт Иосиф Бродский.[3] В 2011 году здесь был представлен т. н. «длинный список» национальной литературной премии «Большая книга».[4]
- № 9, строение 1 — фонд «Преображение через сотрудничество»;
- № 27 — Краснопресненская детская художественная школа. В доме жил конструктор космической и ракетной техники Н. Г. Чернышёв[5].
- № 27, строение 2 — газета «Спорт-Экспресс» (до 2018 года);

По чётной стороне:
- № 2 — Научно-исследовательский и учебно-методический центр биомедицинских технологий Всероссийского НИИ лекарственных и ароматических растений; журнал «Химия и бизнес»;
- № 14, строение 8 — Всероссийская общественная организация ветеранов «Боевое братство»;
- № 20/22 — образовательный центр «Созидание»; школа № 136.